# Маскара
Ма́скара (араб. معسكر‎, фр. Mascara) — город на северо-западе Алжира, административный центр одноимённого вилайета. Расположен на реке Хобра.
Маскара — административный, торговый и коммерческий центр. Производятся изделия из кожи, зерно, оливковое масло и вино.

## История
Город Маскара был основан в 1701 году и являлся военным гарнизоном Османской империи, отсюда и название: Маскара, офранцуженное арабское слово "муаскэрон" ("معسكر"), означающее "военный лагерь".
В 1832 году Маскара становится столицей независимого Алжира при эмире Абд аль-Кадире.
В 1835 году Маскара была разрушена французскими войсками, а в 1841 году французы установили полный контроль в городе.
Маскара имеет два района: один, более новый, французский, и старый мусульманский. Сохранились остатки крепостных укреплений.
18 августа 1994 года в Маскаре произошло землетрясение силой 5,6 баллов по шкале Рихтера, погиб 171 житель.

## Транспорт
Маскара имеет хорошее автомобильное и железнодорожное сообщение с основными городами Алжира (Релизан — 65 км, Сиди-Бель-Аббес — 90 км, Оран — 105 км). Имеется аэропорт.

## Города-побратимы
- Элькадер, штат Айова, США
- Тифарити, Западная Сахара
- Бурса, Турция
- Бургас, Болгария

## Знаменитые земляки
- Абд аль-Кадир — национальный герой Алжира, борец за свободу
- Здесь живет Лакдар Беллуми, бывшая звезда африканского футбола.